# Province de Caylloma
La province de Caylloma (en espagnol : Provincia de Caylloma) est l'une des huit provinces de la région d'Arequipa, dans le sud du Pérou. Son chef-lieu est la ville de Chivay.

## Géographie
La province couvre une superficie de 11 990,24 km2. Elle est limitée au nord par la région de Cuzco, à l'est par la région de Puno, au sud par la province d'Arequipa et la province d'Islay et à l'ouest par la province de Castilla.

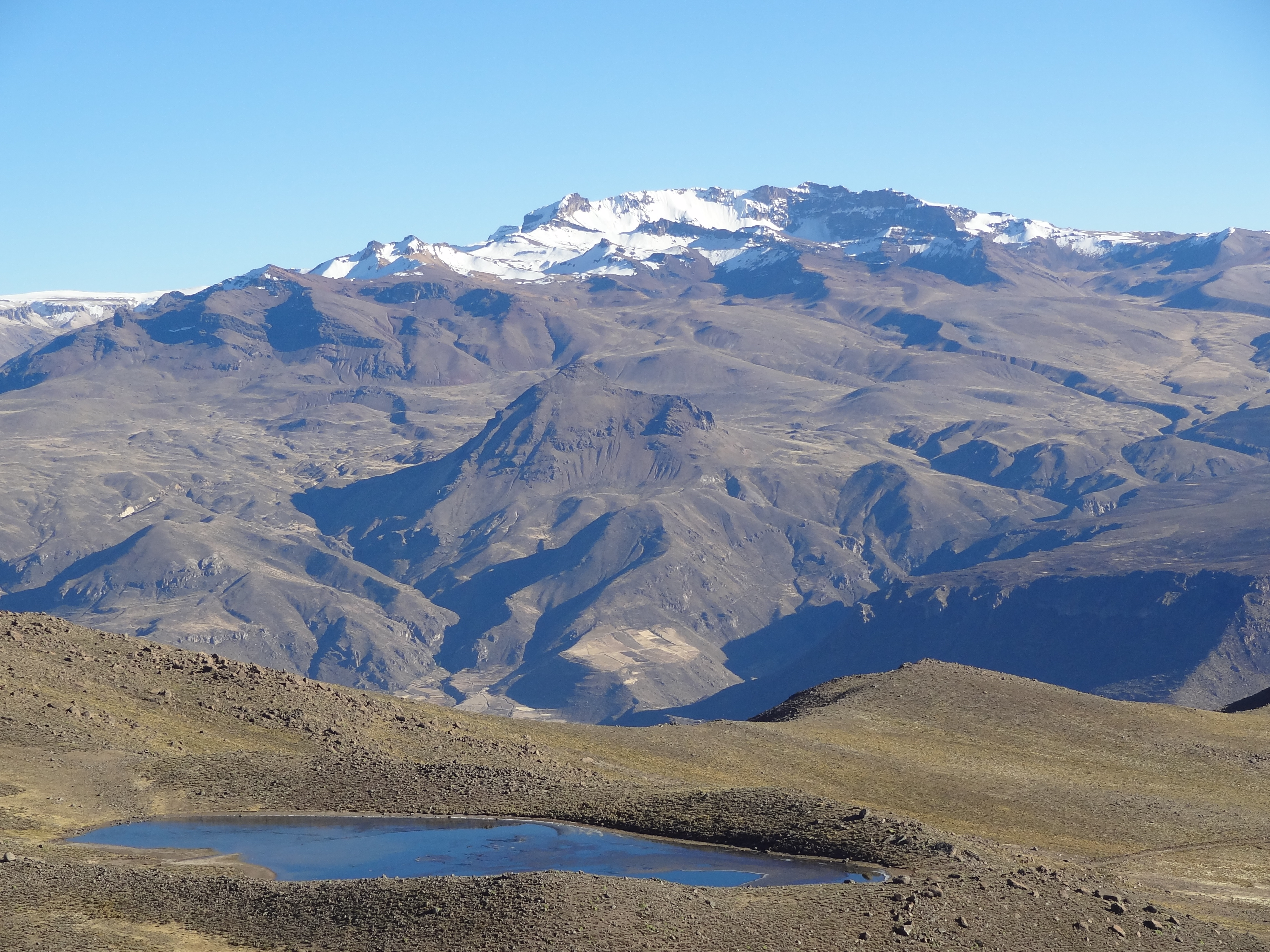
Mismi vu du sud-est

## Population
La province comptait 50 444 habitants en 2002.

## Subdivisions
La province est divisée en 20 districts :
- Achoma
- Cabanaconde
- Callalli
- Caylloma
- Chivay
- Coporaque
- Huambo
- Huanca
- Ichupampa
- Lari
- Lluta
- Maca
- Madrigal
- Majes
- San Antonio de Chuca
- Sibayo
- Tapay
- Tisco
- Tuti
- Yanque